# Grosso modo
Grosso modo (pronunciado [gróso módo]) es una locución latina que en español se traduce como ‘a grandes rasgos’, ‘a bulto’, ‘aproximadamente’, ‘más o menos’, etc. (formando una locución adverbial). Está formada por el adjetivo grossus -a -um (en español: grueso, burdo) y el sustantivo modo (en español: manera), declinados en ablativo. Literalmente significa "de manera burda".

## Uso
- Es necesario establecer, grosso modo, cuáles son los cambios que introduce el proyecto de ley.
- El costo de la vida aquí corresponde, grosso modo, al de México.
- Ahí va, grosso modo, mi explicación.

## Errores habituales
- Es incorrecto anteponer la preposición "a" a grosso modo. Se utiliza grosso modo, y no 'a grosso modo'.[5][6] Es impropio porque se trata de un sustantivo y un adverbio declinados en ablativo, por lo que la preposición "a" ya va implícita en la locución y, por tanto, su uso es redundante.
- Es inadecuado escribir «groso» (con una sola s), pues la palabra latina grossus se escribe con doble ese.[3]
- Debe emplearse siempre en cursiva o "entrecomillado", siguiendo las normas de escritura de latinismos y extranjerismos.[7]